# Thabo Mofutsanyana
Thabo Mofutsanyana (officieel Thabo Mofutsanyana District Municipality) is een district in Zuid-Afrika.
Thabo Mofutsanyana ligt in de provincie Vrijstaat en telt 736.238 inwoners.

## Gemeenten in het district[5]
- Dihlabeng
- Maluti a Phofung
- Mantsopa (sedert mei 2011)
- Nketoana
- Phumelela
- Setsoto